# Болт, Роберт
Ро́берт О́кстон Болт (англ. Robert Oxton Bolt, 15 августа 1924, Сейл (Большой Манчестер), Англия — 21 февраля 1995, Питерсфилд, графство Хэмпшир) — британский (английский) драматург, киносценарист, режиссёр и актёр. Двукратный обладатель премии «Оскар» (за сценарии к фильмам «Доктор Живаго» и «Человек на все времена»). Двукратный обладатель премии BAFTA (1963 и 1968). Трёхкратный обладатель премии «Золотой глобус» (1966, 1967, 1987). Командор ордена Британской империи (1972).

## Биография
Роберт Окстон Болт родился 15 августа 1924 года в Сейле графства Большой Манчестер. Во время Второй мировой войны служил в военно-воздушных силах. Вернувшись домой, поступил на исторический факультет Манчестерского университета. После аспирантуры несколько лет проработал преподавателем английского языка в престижной частной школе Милфилд в графстве Сомерсет. В свободное от работы время Болт писал пьесы и сценарии для радиопостановок. Признание пришло к нему в 1957 году с пьесой «Цветущая вишня», которая с успехом шла на лондонской театральной сцене. Это позволило молодому драматургу оставить профессию учителя и целиком сосредоточится на творчестве.
Его следующая пьеса «Человек на все времена», посвященная жизни знаменитого государственного деятеля сэра Томаса Мора. Спектакль пользовался огромной популярностью в театральном мире Англии (в лондонском «Haymarket Theatre» эта пьеса с аншлагами прошла более 400 раз), а затем был поставлен и на Бродвее.
Успех бродвейского спектакля привлек внимание голливудского «оскароносного» кинопродюсера Сэма Шпигеля, который предложил Роберту Болту «доработать» (а точнее — переделать) сценарий Майкла Уилсона к фильму о легендарном английском разведчике и авантюристе (путешественнике) Томасе Эдварде Лоуренсе. Появившаяся в 1962 году военно-историческая киноэпопея «Лоуренс Аравийский» (режиссёр Дэвид Лин) принесла Роберту Болту сначала престижную премию Британской киноакадемии — BAFTA, а затем и номинацию на «Оскар» за лучший адаптированный сценарий. Несмотря на ожесточенные «закулисные» споры между Уилсоном и Болтом о том, кто какой вклад внес в сценарий, кинокритики (со слов режиссёра Дэвида Лина и продюсера фильма Сэма Шпигеля) отмечали, что большинство диалогов фильма и интерпретации символов были привнесены именно Робертом Болтом, в то время как Уилсон — создатель исторической и сюжетной структур.
Следующей работой Болта для режиссёра Дэвида Лина стала адаптация романа Бориса Пастернака «Доктор Живаго». Одноименный фильм вышел в 1965 году и стал очередным крупным достижением, как для режиссёра, так и для сценариста — именно за эту картину Роберт Болт был удостоен своего первого «Оскара» (в номинации — Лучший адаптированный сценарий).
Столь же удачной стала и экранизация пьесы Роберта Болта «Человек на все времена» (1966), осуществленная режиссёром Фредом Циннеманом. Роль Томаса Мора в этом фильме блестяще сыграл известный актёр Пол Скофилд, некогда участвовавший в первой постановке этой пьесы на театральной сцене.
Очередная совместная работа Роберта Болта и Дэвида Лина — историческая драма «Дочь Райана» (1970) — уже не вызвала прежнего зрительского ажиотажа, провалилась в прокате и подверглась жесткой критике в прессе.
В 1972 году Роберт Болт дебютировал, как кинорежиссёр — он поставил костюмированную драму «Леди Каролина Лэм» о жизни и нравах высшего английского общества XVIII века. В главной роли в этом фильме была занята его жена — актриса Сара Майлз.
В этом же году (по указу Королевы Англии Елизаветы II) Роберту Болту был пожалован титул командора ордена Британской империи.
После провала в прокате фильма «Дочь Райана» и скромного успеха кинокартины «Леди Каролина Лэм», Роберт Болт на несколько лет оставил кинематограф, посвятив себя созданию пьес для театра.
В 1979 году он перенёс острый сердечный приступ, который сильно подорвал его здоровье. После инсульта Болт был частично парализован и практически не мог говорить. Когда болезнь немного отступила, сценарист вновь принялся за работу.
Последними значительными работами Роберта Болта в большом кинематографе были сценарии к фильмам «Баунти» (1984, реж. Роджер Дональдсон) и «Миссия» (1986, реж. Роланд Джоффе). Мало кто знает, что эти сценарии Роберт Болт написал будучи тяжело больным — прикованным к постели.
В фильмах по сценариям Роберта Болта снимались такие актёры, как Питер О'Тул, Джули Кристи, Род Стайгер, Омар Шариф, Лиам Нисон, Джеральдина Чаплин, Энтони Куинн, Пол Скофилд, Энтони Хопкинс, Ванесса Редгрейв, Джереми Айронс, Лоренс Оливье, Мел Гибсон, Роберт де Ниро и многие-многие другие.

## Художественные особенности произведений
Роберт Болт известен как драматург, который «помещает» своих героев в яркое и ярое противоречие с высшими слоями общества. И пьеса «Человек на все времена» — его первая интерпретация на эту тему, которую он развил в своем экзистенциальном сценарии «Лоуренс Аравийский». Переписывая невнятный сценарий Майкла Уилсона, Роберт Болт представил зрителям Лоуренса (главного героя), как человека, который находится в постоянной борьбе несоответствия личности с английским и арабским мирами.
Именно в это время Роберт Болт был арестован и заключён в тюрьму за публичный протест против распространения ядерного оружия. На суде Роберт Болт категорически отказался подписать заявление о том, что впредь он не будет заниматься такой деятельностью, и был приговорён к одному месяцу тюремного заключения. Продюсер Сэм Шпигель приехал в тюрьму и убедил Болта подписать заявление. Через две недели сценарист был выпущен из тюрьмы.
Чуть позже, в сценарии к фильму «Доктор Живаго», Роберт Болт вложил в киноадаптацию романа Бориса Пастернака характерные чувства и мысли, выражающие непримиримую (но бескровную) борьбу творческого человека со всеразрушающим революционным социумом.
Все главные герои произведений Роберта Болта (как и сам автор) — пацифисты, которые всегда стоят перед выбором: принять жестокий социум таким, каков он есть, или противостоять миру лжи и насилия. Особенно ярко этот драматический конфликт показан в сценарии к фильму «Миссия». Впрочем, и в других сценариях и пьесах Роберта Болта христианская догма о «непротивлении злу насилием», как правило, заканчивается гибелью главных героев.

### Личная жизнь
Роберт Болт был женат четыре раза (причём дважды — на британской актрисе Саре Майлз).
Его первой женой была Селия Робертс, от которой у него трое детей. Супруги развелись в 1963 году.
Затем он сочетался браком с актрисой Сарой Майлз (с 1967 до 1976 года). В этом браке был рожден его четвёртый ребёнок — Томас.
В начале 1980-х годов был недолгим третий брак — с Энн Куинсберри, а после развода Роберт Болт вступил в повторный брак с Сарой Майлз (с 1988 года и до смерти Болта в 1995 году).
У него четверо детей: Салли (которая погибла в автомобильной катастрофе в 1982-м), Бен (кино- и телережиссёр), Джоанна и Том.

## Смерть
Роберт Болт скончался в возрасте 70 лет, в графстве Хэмпшир (Англия), после тяжелой и продолжительной болезни, вызванной перенесенным инсультом.

## Награды и номинации

### Кинопремии
BAFTA
- 1987 год — Номинация за лучший оригинальный сценарий (фильм «Миссия»)
- 1968 год — Приз за лучший сценарий британского фильма (фильм «Человек на все времена»)
- 1963 год — Приз за лучший сценарий (фильм «Лоуренс Аравийский»)

«Оскар»
- 1967 год — Победитель в номинации за «Лучший адаптированный сценарий» (фильм «Человек на все времена»)
- 1966 год — Победитель в номинации за «Лучший адаптированный сценарий» (фильм «Доктор Живаго»)
- 1963 год — Номинация за «Лучший адаптированный сценарий» (фильм «Лоуренс Аравийский»)

«Золотой глобус»
- 1987 год — Приз за лучший сценарий (фильм «Миссия»)
- 1967 год — Приз за лучший сценарий (фильм «Человек на все времена»)
- 1966 год — Приз за лучший сценарий (фильм «Доктор Живаго»)

### Государственные награды
- 1972 год — титул Командора ордена Британской империи

## Фильмография

### Сценарист
- 1962 — Лоуренс Аравийский
- 1965 — Доктор Живаго
- 1966 — Человек на все времена
- 1969 — Красная палатка
- 1970 — Дочь Райана
- 1972 — Леди Каролина Лэм
- 1984 — Баунти
- 1986 — Миссия

### Режиссёр
- 1972 — Леди Каролина Лэм

### Актёр
- 1962 — Лоуренс Аравийский (эпизод — офицер с трубкой, глядящий на Лоуренса).